# Dipsacales
Dipsacales este un ordin de plante cu flori.

## Familii
Conține următoarele familii:
Adoxaceae
- Adoxa
- Sambucus
- Viburnum

Diervillaceae
- Diervilla: 3 specii
- Weigela: 10 specii.

Caprifoliaceae
- Heptacodium : 1 specie
- Lonicera, etc.
  - Leycesteria: 6 specii
  - Lonicera: 180 specii
  - Symphoricarpos: 17 specii
  - Triosteum: 6 specii

Linnaeaceae
- Abelia: 30 specii
- Dipelta: 4 specii
- Kolkwitzia: 1 specie
- Linnaea: 1 specie

Morinaceae
- Cryptothladia
- Morina

Dipsacaceae
- Dipsacus, etc.
  - Acanthocalyx
  - Pterocephalus
  - Dipsacus 
  - Scabiosa
- Triplostegia

Valerianaceae
- Patrina
- Nardostachys
- Centranthus
- Plectritis
- Valeriana
- Valerianella
- Fedia